# Hyloxalus cevallosi
Espèce
Synonymes
- Colostethus cevallosi Rivero, 1991

Statut de conservation UICN

 EN B1ab(iii) : En danger
Hyloxalus cevallosi est une espèce d'amphibiens de la famille des Dendrobatidae.

## Répartition
Cette espèce est endémique de la province de Pastaza en Équateur. Elle se rencontre de 480 à 970 m d'altitude sur le versant Est de la cordillère Orientale.

## Étymologie
Cette espèce est nommée en l'honneur de Gabriel Cevallos García (1913-2004).

## Publication originale
- Rivero, 1991 : New Ecuadorean Colostethus (Amphibia, Dendrobatidae) in the collection of the National Museum of Natural History, Smithsonian Institution. Caribbean Journal of Science, vol. 27, no 1/2, p. 1-22 (« texte intégral »(Archive.org • Wikiwix • Archive.is • Google • Que faire ?)).